# Cetrorelix
Cetrorelix (INN, BAN), hay cetrorelix acetate (USAN, JAN), được bán dưới tên biệt dược Cetrotide, là một chất đối vận hormone giải phóng gonadotropin (GnRH) đường tiêm. Là một decapeptide tổng hợp, nó được sử dụng trong hỗ trợ sinh sản để ức chế sự gia tăng hormone luteinizing sớm Thuốc hoạt động bằng cách ngăn chặn hoạt động của GnRH trên tuyến yên, do đó nhanh chóng ngăn chặn việc sản xuất và tác động của hormone luteinizing  (LH) và hormone kích thích nang (FSH). Ngoài ra, cetrorelix có thể được sử dụng để điều trị ung thư tuyến tiền liệt nhạy cảm với hormone và vú (ở phụ nữ tiền mãn kinh) và một số rối loạn phụ khoa lành tính (lạc nội mạc tử cung, u xơ tử cung và mỏng nội mạc tử cung).

## Sử dụng trong y tế
Cetrorelix được Merck Serono bán trên thị trường để sử dụng trong thụ tinh trong ống nghiệm ở tất cả các quốc gia trừ Nhật Bản, nơi nó được Shionogi và Nippon Kayaku bán trên thị trường. Aeterna Zentaris nhận tiền bản quyền cho các doanh số này và giữ quyền phát triển cetrorelix cho các chỉ định khác. Trong IVF sử dụng nó được tiêm hàng ngày sau khi kích thích nang trứng đã được bắt đầu và bằng chứng về sự trưởng thành của nang trứng đang đến gần; được cung cấp hàng ngày nó ngăn chặn sự gia tăng LH nội sinh sẽ kích hoạt sự rụng trứng kịp thời trước khi sử dụng hCG bởi bác sĩ điều trị. Thay thế cho chất đối kháng GnRH, cũng có thể đưa ra chất chủ vận GnRH, nhưng chất chủ vận phải được bắt đầu sớm hơn để khắc phục hiệu ứng chủ vận. Cetrorelix có thể được trộn với follitropin alpha mà không ảnh hưởng đến tính an toàn và hiệu quả được báo cáo của chúng.
Trong khoảng thời gian 3 tuần, tiêm cetrorelix hàng ngày được tiêm cho 12 người đàn ông để ức chế nồng độ testosterone. Nồng độ testosterone bị ức chế đáng kể so với nhóm đối chứng. Trong thời gian ức chế này, người ta đã thấy sự gia tăng các lipoprotein mật độ cao (HDL). HDL chịu trách nhiệm loại bỏ cholesterol trong máu và lượng cao hơn có liên quan đến tăng sức khỏe tim mạch.

## Chống chỉ định
Việc sử dụng cetrorelix chống chỉ định trong suy thận nặng. Nó không dành cho phụ nữ từ 65 tuổi trở lên. Sử dụng ở phụ nữ có tình trạng dị ứng nghiêm trọng không được khuyến cáo. Sử dụng thận trọng ở phụ nữ bị dị ứng hoạt động hoặc có tiền sử dị ứng.

## Nghiên cứu
Cetrorelix đang được phát triển để điều trị tăng sản tuyến tiền liệt lành tính, ung thư vú tiền mãn kinh, lạc nội mạc tử cung, ung thư buồng trứng, ung thư tuyến tiền liệt và u xơ tử cung, nhưng đã ngừng phát triển các chỉ định này.
Một nghiên cứu được công bố trên tạp chí Y học Tự nhiên đã tìm thấy mối liên hệ giữa mất cân bằng nội tiết tố trong tử cung và hội chứng buồng trứng đa nang (PCOS), đặc biệt là phơi nhiễm trước khi sinh với hormone chống Müllerian. Trong nghiên cứu, các nhà nghiên cứu đã tiêm cho chuột mang thai AMH để chúng có nồng độ hormone cao hơn bình thường. Thật vậy, họ đã sinh ra những cô con gái sau này phát triển những khuynh hướng giống PCOS. Chúng bao gồm các vấn đề về khả năng sinh sản, dậy thì muộn và rụng trứng thất thường. Để đảo ngược nó, các nhà nghiên cứu đã định lượng chuột đa nang bằng cetrorelix, khiến các triệu chứng biến mất. Những thí nghiệm này cần được xác nhận ở người, nhưng nó có thể là bước đầu tiên để hiểu mối quan hệ giữa buồng trứng đa nang và hormone chống Müllerian.